# Sibine clarans
Sibine clarans är en fjärilsart som beskrevs av Dyar 1927. Sibine clarans ingår i släktet Sibine och familjen snigelspinnare. Inga underarter finns listade i Catalogue of Life.